# August Hoyer (Pastor)
August Hoyer sowie Namensvarianten (* 11. Oktober 1820 in Blumlage bei Celle; † 5. Oktober 1908) war ein deutscher evangelischer Geistlicher.

## Leben
August Hoyer entstammte „einer alten hannoverschen Pastorenfamilie“ und wurde im Jahr 1820 in Blumlage bei Celle geboren. Er besuchte zunächst das Johanneum Lüneburg, bevor er Theologie zunächst an der Martin-Luther-Universität Halle-Wittenberg, dann in Jena und schließlich an der Georg-August-Universität Göttingen studierte. Im Anschluss arbeitete er mehrere Jahre als Hauslehrer bei dem in Daverden tätigen Pastor Büttner, bevor er sein theologisches Examen bestand und von dem Konsistorium Hannover für die evangelisch-lutherische Kirche in Nordamerika ordiniert und von einem Komitee am 12. Juli 1848 in die Vereinigten Staaten abgeordnet wurde. Anfang August 1848 stach er von Bremen aus in See, am 24. September ging er in Baltimore an Land. Von dort aus begab er sich zu der evangelisch-lutherischen Kirchengemeinde in Pittsburgh, die ihn zum Seelsorger wählen wollte und der er zum Bau einer Kirche 120 Reichstaler vom Zentralvorstand des in Leipzig ansässigen Gustav-Adolf-Vereins persönlich überbringen sollte.
Tatsächlich wirkte August Hoyer noch in den 1840er Jahren als Prediger der Missouri-Synode und verwaltete im Anschluss daran einige Jahre das Pfarramt einer evangelischen Kirchengemeinde in Philadelphia, als Reverent an der St. John' Church.
Am 5. September 1851 heiratete Hoyer in New York  Mathilde Amalie Elisabeth; (* 15. Februar 1826; † 21. November 1893 in Hannover).
Nach seiner Rückkehr nach Hannover wirkte Hoyer übergangsweise als Militärgeistlicher bei der in Celle stationierten Hannoverschen Garnison. 1859 berief ihn König Georg V., das Pfarramt für die neu gegründete Gemeinde der Christuskirche zu übernehmen. Zu dem Zeitpunkt war die Kirche in dem später so genannten Stadtteil Hannover-Nordstadt noch nicht gebaut. Hilfsweise wurde er in der bis dahin von der Gemeinde genutzten Nikolaikapelle am 28. August 1859 in sein Amt eingeführt; das Datum gilt seitdem als Gründungsdatum der Christuskirchengemeinde. Die Grundsteinlegung für die Christuskirche erfolgte erst gut drei Wochen später am 21. September 1859.
In seiner zunächst noch kleinen Kirche wirkte Hoyer zusammen mit dem damaligen Konsistorialrat Gerhard Uhlhorn und anderen „Amtsbrüdern“ etwa bei den abendlichen Missionsstunden.
Pastor Hoyer zeichnete sich durch eine besondere pastorale Wirksamkeit aus. Unter ihm wurde am 15. Mai 1863 eine erste Warteschule in den Räumen der Volksschule am Engelbosteler Damm eröffnet für die Kinder berufstätiger Eltern. 1864 richtete er eine Krankenpflegestation mit einer Diakonisse aus der Henriettenstiftung ein – ein Beispiel, das rasch auch über die Grenzen Hannovers hinaus Schule machte.
Genau 5 Jahre nach der Grundsteinlegung der Christuskirche übergab der Baumeister Conrad Wilhelm Hase bei der feierlichen Einweihung der Christuskirche am 21. September 1864 den Schlüssel für die Kirche an König Georg V., der ihn sofort an Pastor Hoyer weiterreichte.
Die Deutsche Volkszeitung schrieb später über Hoyer:

„Als Vertreter der unter dem Patronat des Königlichen Hauses stehenden Gemeinde nahm er an der Beisetzung des Königs von Windsor, als auch an der Hochzeitsfeier des Herzogs Ernst August in Kopenhagen teil.“

Betrug die Anzahl der Mitglieder bei der Gemeindegründung noch rund 7000, verdoppelte sich diese Zahl im Zuge der Industrialisierung innerhalb von nur drei Jahren auf rund 14.000 Mitglieder. Zur Linderung des enormen gestiegenen Arbeitspensums wurde Hoyer daher im Jahr 1867 der zunächst als „Pfarrkollaborator“ tätige Geistliche Richard Greve zur Seite gestellt. Allein im Jahr 1876 mussten die beiden Geistlichen 1300 Taufen, 400 Konfirmationen, 358 Trauungen  und mehr als 600 Beerdigungen vornehmen. Für die weiterhin rasch anwachsende Gemeinde betrieben die beiden daher die Bildung zunächst der Apostelkirche als Tochtergemeinde; die Gemeindebildung der späteren Lutherkirche brachte jedoch vor allem Greve zur Ausführung. Ab 1891 half zudem der hierfür vorgesehene dritte Paster Rudolf Graff.
Nach rund 35 Jahren im Dienst der Christuskirchengemeinde trat August Hoyer am 1. Oktober 1894 in den Ruhestand. Er starb 1908 im 88. Lebensjahr.

## Trivia
1869 erhielt Hoyer eine Dotation von 1392 Talern.